# نصرآباد (جلگه ماژان)
نصرآباد یک روستا در ایران است که در دهستان جلگه ماژان شهرستان خوسف واقع شده‌است. نصرآباد ۴۰ نفر جمعیت دارد.